# Uloborus parvulus
Uloborus parvulus es una especie de araña araneomorfa del género Uloborus, familia Uloboridae. Fue descrita científicamente por Schmidt en 1976.
Habita en islas Canarias.